# Puccinia
Puccinia sind eine sehr umfangreiche Pilzgattung aus der Familie der Pucciniaceae in der Ordnung der Rostpilze (Pucciniales). Alle Arten dieser Gattung verursachen Pflanzenkrankheiten, die als Rost bezeichnet werden. Praktisch alle Getreidesorten mit Ausnahme von Reis können von Puccinia-Arten befallen werden, was zu erheblichen Ertragsausfällen führen kann.

## Merkmale

### Makroskopische Merkmale
Mit bloßem Auge sind in der Regel nur die auf der Oberfläche der Wirtspflanzen hervortretenden Sporenlager zu erkennen. Diese wachsen in Nestern, die als Flecken und Pusteln meist auf den Blattoberflächen erscheinen. Die erhabenen Flecken sind meist braun, manchmal auch gelb bis orange. Das farbliche und haptische Erscheinungsbild erinnert an Eisenrost und war namensgebend für die ganze Ordnung.

### Mikroskopische Merkmale
Das Myzel aller Puccinia-Arten wächst interzellulär und bildet Saugfäden, die in das Speichergewebe des Wirtes wachsen.

## Verbreitung
Die Gattung umfasst über 4000 Arten. Einzelne Arten treten regional begrenzt auf. Aber insbesondere die Getreideschädlinge sind als Kulturfolger weltweit verbreitet.

## Ökologie

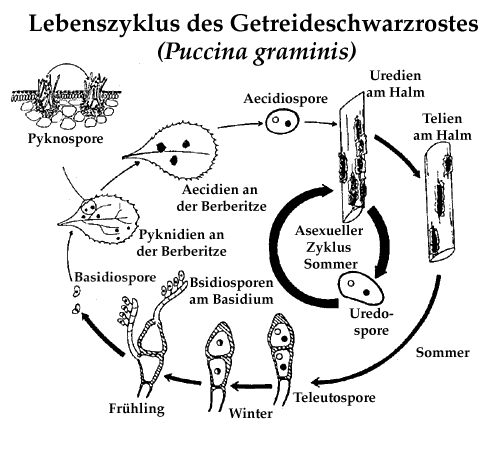
Lebenszyklus des Getreideschwarzrosts (Puccina graminis), am Beispiel von Weizen und Berberitze

Die Pilze ernähren sich von den im Speichergewebe der Pflanzen vorhandenen Nährstoffen, ihre Sporenlager brechen später durch die Pflanzenoberflächen an Blättern oder Stängeln und setzen Sporen frei. Viele Puccinia-Arten durchlaufen während ihrer Entwicklungszyklen fünf vegetative Stationen, die sich meist auf zwei unterschiedliche Wirte verteilen. Je größer die Schadwirkung auf bedeutende Kulturpflanzen ist, desto intensiver wurden die Entwicklungszyklen der einzelnen Arten untersucht. Ein gutes Beispiel hierfür ist die Ökologie des Getreideschwarzrost. Wobei Getreide wie beispielsweise Weichweizen als Hauptwirte und Berberitzen als Zwischenwirt befallen werden.
Der Malvenrost (Puccinia malvacearum) macht hingegen keinen Wirtswechsel durch und verbringt seinen Lebenszyklus auf verschiedenen Malven- und Eibisch-Arten.  Dabei bildet er nur Telien aus und ist damit mikrozyklisch.
Beim Maisrost (Puccinia sorghi, Syn. P. mayidis) erfolgt die Ansteckung der Maispflanzen über eine Übertragung von befallenen Sauerkleearten, die in einem Umkreis von wenigen Metern vorhanden sein müssen. Bei für die Art optimalen, mikroklimatischen Bedingungen mit wiederholt hoher Luftfeuchtigkeit kommt es in den für den Getreideanbau typischen, dichten Beständen zu epidemischen Seuchenzügen.

## Bekämpfung

### Indirekt
Mit einer Unterbrechung des Lebenszyklus kann die Ausbreitung von Arten, die sich auf zwei unterschiedlichen Wirten entwickeln indirekt bekämpft werden. Hierzu werden die Zwischenwirte durch gezielte Unkrautbekämpfung oftmals mit Herbiziden seltener durch Jäten oder Roden zurückgedrängt. In Seuchengebieten sollte zusätzlich auf den Anbau von anfälligen Sorten verzichtet werden und Ernterückstände sorgfältig untergepflügt werden. Bevor der direkte Zusammenhang zwischen in räumlicher Nähe zu Getreideanbauflächen wachsenden Berberitzen und dem Auftreten von Getreideschwarzrost nachgewiesen wurde, hat man um 1660 bereits früh versucht, die Berberitze auszurotten, um den Befall des Getreides mit Getreideschwarzrost zu bekämpfen. Dies war jedoch nur teilweise erfolgreich, da bei vielen Puccinia-Arten auch die Uredosporen überwinterungsfähig sind. Bei der Aussaat von Wintergetreide kann im Herbst durch diese die Saat befallen werden. Eine weitere indirekte Bekämpfungsmethode ist die Züchtung resistenter Kulturpflanzensorten. Auch dies ist nur teilweise oder temporär erfolgreich, da zu der großen Puccinia-Artenzahl noch etliche Varietäten und Formen kommen, die durch Mutation oder Kreuzung entstehen, die eine Resistenz neu gezüchteter Kulturpflanzensorten überwinden können. Ein Beispiel hierfür sind die im Laufe der langen Kultivierungszeit von Getreide entstandenen Varietäten und Formen des Getreideschwarzrosts.

### Direkt
Eine direkte chemische Bekämpfung ist mit Fungiziden möglich. Jedoch ist diese umstritten und der Einsatz der Pflanzenschutzmittel muss meist mehrfach wiederholt werden.

## Arten (Auswahl)
Eine Auswahl von Puccinia-Arten und den Kulturpflanzen, die diese befallen:
- Puccinia allii: befällt verschiedene Lauche
- Puccinia arundinellae-anomalae: befällt den Ziest Stachys japonica sowie das Süßgras Arundinella anomala
- Puccinia asparagi: befällt verschiedene Spargel
- Puccinia asprellae-japonicae: befällt das Süßgras Hystrix japonica
- Puccinia australis: befällt Fetthennen sowie die Süßgrasgattung Cleistogenes
- Puccinia bambusarum: befällt einen Arundinaria-Bambus
- Puccinia bornmuelleri: befällt Liebstöckel
- Puccinia chaetochloae: befällt Ixophorus unisetus, Paspalum, Pennisetum spicatum und Borstenhirsen
- Puccinia convolvuli: befällt Arten der Gattung Calystegia und Convolvulus
- Puccinia deformata: befällt die Bambus-Gattung Olyra
- Puccinia ekmanii: befällt das Süßgras Leersia monandra
- Puccinia graminis (Getreideschwarzrost): befällt verschiedene Getreide, wie Weizen, Gerste, Hafer und Roggen
- Puccinia hordei: befällt Gerstenkulturen
- Puccinia kwanhsienensis: befällt Arten der Gattung Bambusa
- Puccinia levis: befällt Süßgräser des Tribus Paniceae
- Puccinia macra: befällt die Süßgrasgattung Paspalum
- Puccinia miscanthicola: befällt das Süßgras Miscanthus sacchariflorus
- Puccinia moyanoi: befällt das Süßgras Agrostis moyanoi
- Puccinia poae-nemoralis (Wiesenrispenrost) und Puccinia poarum: befallen Rasen- und Weidengras
- Puccinia sorghi (Syn. Puccinia mayidis), Maisrost: befällt Maiskulturen
- Puccinia striiformis (Gelbrost): befällt verschiedene Getreide, wie Weizen, Triticale, Gerste und seltener auch Roggen
- Puccinia tepperi: befällt Schilfrohr
- Puccinia tripsaci: Endoparasit von Säckelblumen-Arten (Ceanothus) sowie von Süßgräsern der Gattungen Andropogon und Tripsacum
- Puccinia triticina (Braunrost des Weizens): befällt Weizenkulturen
- Puccinia vulpiana: befällt Lauche und Federschwingel

## Weitere
- Puccinia abnormis
- Puccinia abramoviana
- Puccinia abramsii
- Puccinia abrupta
- Puccinia absicca
- Puccinia achnatheri-sibirici
- Puccinia acroptili
- Puccinia addita
- Puccinia advena
- Puccinia aegopogonis
- Puccinia aeluropodis
- Puccinia aestivalis
- Puccinia affinis
- Puccinia agrophila
- Puccinia agropyri-ciliaris
- Puccinia agropyri
- Puccinia agropyricola
- Puccinia agropyrina
- Puccinia agrostidicola
- Puccinia alia
- Puccinia alpina
- Puccinia alternans
- Puccinia altissimorum
- Puccinia ammophilae
- Puccinia amphigena
- Puccinia andropogonicola
- Puccinia andropogonis-hirti
- Puccinia andropogonis
- Puccinia angusii
- Puccinia annulatipes
- Puccinia anthephorae
- Puccinia apludae
- Puccinia arachidis
- Puccinia araguata
- Puccinia archibaccharidis
- Puccinia artemisiae-norvegicae
- Puccinia arthraxonis-ciliaris
- Puccinia arthraxonis
- Puccinia arthurella
- Puccinia arthuri
- Puccinia arthuriana
- Puccinia arundinariae
- Puccinia arundinellae-setosae
- Puccinia arundinellae
- Puccinia arundinis-donacis
- Puccinia atragenicola
- Puccinia austroussuriensis
- Puccinia avocensis
- Puccinia axiniphylli
- Puccinia azteca
- Puccinia baccharidis-hirtellae
- Puccinia basiporula
- Puccinia batesiana
- Puccinia belizensis
- Puccinia benguetensis
- Puccinia bewsiae
- Puccinia bistortae
- Puccinia borealis
- Puccinia boutelouae
- Puccinia brachypodii-phoenicoidis
- Puccinia brachystachyicola
- Puccinia brachytela
- Puccinia bromoides
- Puccinia burnettii
- Puccinia cacabata
- Puccinia cacao
- Puccinia cagayanensis
- Puccinia calanticariae
- Puccinia calcitrapae
- Puccinia caleae
- Puccinia californica
- Puccinia callianthemi
- Puccinia Caricis[5]
- Puccinia cenchri
- Puccinia cesatii
- Puccinia chaetii
- Puccinia changtuensis
- Puccinia chaseana
- Puccinia chihuahuana
- Puccinia chisosensis
- Puccinia chloracae
- Puccinia chloridis
- Puccinia chrysopogi
- Puccinia clematidis-secalis
- Puccinia cockerelliana
- Puccinia cococlinii
- Puccinia cognata
- Puccinia concinna
- Puccinia conglomerata
- Puccinia corteziana
- Puccinia crandallii
- Puccinia crassiapicalis
- Puccinia crinitae
- Puccinia croci-pallasii
- Puccinia cryptandri
- Puccinia cryptica
- Puccinia daisenensis
- Puccinia daniloi
- Puccinia danthoniae
- Puccinia decolorata
- Puccinia desmanthodii
- Puccinia diarrhenae
- Puccinia dietelii
- Puccinia digitariae-velutinae
- Puccinia digna
- Puccinia digraphidis
- Puccinia dioicae[6]
- Puccinia diplachnicola
- Puccinia diplachnis
- Puccinia discreta
- Puccinia distichlidis
- Puccinia dochmia
- Puccinia dolosoides
- Puccinia durangensis
- Puccinia duthiae
- Puccinia dyssodiae
- Puccinia eatoniae
- Puccinia echinulata
- Puccinia egregia
- Puccinia egressa
- Puccinia electrae
- Puccinia elymi
- Puccinia emaculata
- Puccinia enceliae
- Puccinia enixa
- Puccinia enneapogonis
- Puccinia enteropogonis
- Puccinia entrerriana
- Puccinia eragrostidicola
- Puccinia eragrostidis-superbae
- Puccinia eragrostidis
- Puccinia eragrostis-arundinaceae
- Puccinia erianthicola
- Puccinia eritraeensis
- Puccinia erratica
- Puccinia erythrophus
- Puccinia esclavensis
- Puccinia espinosarum
- Puccinia eucomi
- Puccinia eupatorii
- Puccinia exasperans
- Puccinia excursionis
- Puccinia exornata
- Puccinia eylesii
- Puccinia faceta
- Puccinia fergussonii
- Puccinia ferox
- Puccinia festucae-ovinae
- Puccinia festucae
- Puccinia festucina
- Puccinia flaccida
- Puccinia flammuliformis
- Puccinia flavescens
- Puccinia fragosoana
- Puccinia fragosoi
- Puccinia fraseri
- Puccinia fushunensis
- Puccinia galiiuniversa
- Puccinia gallula
- Puccinia garnotiae
- Puccinia gaudiniana
- Puccinia ghiesbrechtii
- Puccinia gladioli
- Puccinia globulifera
- Puccinia glomerata
- Puccinia glyceriae
- Puccinia gnaphaliicola
- Puccinia graminella
- Puccinia graminis[7]
- Puccinia grindeliae
- Puccinia guaranitica
- Puccinia guardiolae
- Puccinia guatemalensis
- Puccinia gymnolomiae
- Puccinia gymnopogonicola
- Puccinia gymnothrichis
- Puccinia harryana
- Puccinia helianthellae
- Puccinia helictotrichi
- Puccinia hieracii
- Puccinia hierochloina
- Puccinia hikawaensis
- Puccinia hilariae
- Puccinia hodgsoniana
- Puccinia holwayula
- Puccinia hordei-maritimi
- Puccinia huberi
- Puccinia hyparrheniae
- Puccinia hyparrhenicola
- Puccinia hysterium
- Puccinia ichnanthi
- Puccinia idonea
- Puccinia imperatae
- Puccinia inaequata
- Puccinia inanipes
- Puccinia inaudita
- Puccinia inclita
- Puccinia inclusa
- Puccinia inermis
- Puccinia infuscans
- Puccinia intermixta
- Puccinia interveniens
- Puccinia invelata
- Puccinia investita
- Puccinia iostephanes
- Puccinia irregularis
- Puccinia isachnes
- Puccinia ishikariensis
- Puccinia jaliscana
- Puccinia kakamariensis
- Puccinia kansensis
- Puccinia kawandensis
- Puccinia kenmorensis
- Puccinia kiusiana
- Puccinia koeleriicola
- Puccinia kuhniae
- Puccinia kusanoi
- Puccinia laguri-chamaemoly
- Puccinia lapsanae
- Puccinia lasiacidis
- Puccinia lasiagrostis
- Puccinia lavroviana
- Puccinia leptochloae-uniflorae
- Puccinia leptochloae
- Puccinia leptospora
- Puccinia lepturi
- Puccinia limnodeae
- Puccinia littoralis
- Puccinia longipes
- Puccinia longirostroides
- Puccinia longissima
- Puccinia lophatheri
- Puccinia loudetia-superbae
- Puccinia loudetiae
- Puccinia ludovicianae
- Puccinia madritensis
- Puccinia malalhuensis
- Puccinia marianae
- Puccinia massalis
- Puccinia mcvaughii
- Puccinia mellea
- Puccinia mexicensis
- Puccinia micrantha
- Puccinia microspora
- Puccinia milii-effusi
- Puccinia minussensis
- Puccinia mirifica
- Puccinia miscanthi
- Puccinia miscanthidii
- Puccinia miyoshiana
- Puccinia moliniae
- Puccinia montanensis
- Puccinia morigera
- Puccinia morthieri
- Puccinia nassellae
- Puccinia naumovii
- Puccinia negrensis
- Puccinia neocoronata
- Puccinia neorotundata
- Puccinia neyraudiae
- Puccinia nigroconoidea
- Puccinia noccae
- Puccinia notha
- Puccinia nuda
- Puccinia nyasaensis
- Puccinia nyasalandica
- Puccinia oahuensis
- Puccinia oaxacana
- Puccinia obesiseptata
- Puccinia oblata
- Puccinia obliquoseptata
- Puccinia ocellifera
- Puccinia opipara
- Puccinia opuntiae
- Puccinia orbicula
- Puccinia orchidearum-phalaridis
- Puccinia orientalis
- Puccinia oryzopsidis
- Puccinia otopappicola
- Puccinia pachypes
- Puccinia panici-montani
- Puccinia pappiana
- Puccinia pappohori
- Puccinia paradoxica
- Puccinia paroselae
- Puccinia parthenii
- Puccinia paspalina
- Puccinia pattersoniae
- Puccinia pattersoniana
- Puccinia pazensis
- Puccinia pazschkei
- Puccinia penniseti-lanati
- Puccinia permixta
- Puccinia perotidis
- Puccinia persistens
- Puccinia phaenospermae
- Puccinia phaeopoda
- Puccinia phalaridis
- Puccinia phyllostachydis
- Puccinia pinaropappi
- Puccinia piperi
- Puccinia piptochaetii
- Puccinia pogonarthriae
- Puccinia pogonatheri
- Puccinia polliniae-quadrinervis
- Puccinia polliniae
- Puccinia polliniicola
- Puccinia polypogonis
- Puccinia polysora
- Puccinia porophylli
- Puccinia posadensis
- Puccinia potosina
- Puccinia praealta
- Puccinia praegracilis
- Puccinia praemorsa
- Puccinia praetermissa
- Puccinia pratensis
- Puccinia proba
- Puccinia procera
- Puccinia psammochloae
- Puccinia pseudoatra
- Puccinia pseudocesatii
- Puccinia pugiensis
- Puccinia punctoidea
- Puccinia pusilla
- Puccinia puttemansii
- Puccinia rata
- Puccinia recedens
- Puccinia redempta
- Puccinia rufipes
- Puccinia rupestris
- Puccinia saltensis
- Puccinia sardonensis
- Puccinia schedonnardi
- Puccinia schistocarphae
- Puccinia schmidtiana
- Puccinia scleropogonis
- Puccinia semi-insculpta
- Puccinia senecionicola
- Puccinia seorsa
- Puccinia setariae-forbesianae
- Puccinia setariae
- Puccinia seymouriana
- Puccinia sierrensis
- Puccinia silphii
- Puccinia silvatica[8]
- Puccinia similis
- Puccinia sinaloana
- Puccinia sinica
- Puccinia smilacearum-festucae
- Puccinia solidipes
- Puccinia sonorae
- Puccinia sonorica
- Puccinia spegazziniana
- Puccinia spegazzinii
- Puccinia sphenica
- Puccinia sporoboli
- Puccinia stenotaphri
- Puccinia stipae
- Puccinia stromatifera
- Puccinia subdecora
- Puccinia subglobosa
- Puccinia sublesta
- Puccinia substerilis
- Puccinia substriata
- Puccinia subtilipes
- Puccinia suksdorfii
- Puccinia tageticola
- Puccinia taiwaniana
- Puccinia tarri
- Puccinia tenella
- Puccinia tenuis
- Puccinia thiensis
- Puccinia tolimensis
- Puccinia tomipara
- Puccinia tornata
- Puccinia torosa
- Puccinia trebouxii
- Puccinia tripsacicola
- Puccinia triseticola
- Puccinia tristachyae
- Puccinia trixitis
- Puccinia tsinlingensis
- Puccinia turgidipes
- Puccinia unica
- Puccinia vaga
- Puccinia vallartensis
- Puccinia verbesinae
- Puccinia versicolor
- Puccinia vexans
- Puccinia viatica
- Puccinia vilfae
- Puccinia virgata
- Puccinia wiehei
- Puccinia windsoriae
- Puccinia wolgensis
- Puccinia xanthosperma
- Puccinia ximenesiae
- Puccinia zaluzaniae
- Puccinia zexmeniae
- Puccinia zoysiae